# 石田隼大
石田 隼大（いしだ はやた、1978年6月4日 - ）は、日本の声優、ナレーター。和歌山県和歌山市出身。キャラ所属。

## 略歴
大阪スクールオブミュージック専門学校DJアナウンサーコース卒業。

## 人物
趣味は競輪観戦、株式投資、キックボクシング。特技は空手道、右ローキック。空手道初段、ファイナンシャルプランナーの資格を所得。

## 出演

### ゲーム
- ロックマンX8（2005年、グラビテイト・アントニオン）

### TV番組ナレーション
- サンテレビ『播州の秋まつりシリーズ2009・高砂神社』

### CMナレーション
- 関西空港
- 四国電気保安協会
- ツタヤ
- 滋賀銀行
- ジーデックス
- ノムラクリーニング
- 日本自転車振興会
- ほっかほっか亭
- 日栄化工
- テレミック
- Fシステム
- 日本コンコードシステム
- 金城短期大学
- ウノグループ
- ひらかたパーク
- UR都市機構
- マスターズゴルフ倶楽部
- アース製薬
- ヒラキ
- 山勇水産